# یزدان خان
سردار یزدان خان هزاره به‌طور مختصر یزدان خان شخصیت سیاسی و نظامی هزاره در بلوچستان، هند بریتانیا (پاکستان امروزی) بود. یزدان خان، پدر سیاستمدار و جنرال اهل کویته بلوچستان محمد موسی خان بود.